# たくましき男たち
『たくましき男たち』（たくましきおとこたち、The Tall Men) は、1955年のアメリカ合衆国の西部劇映画。監督はラオール・ウォルシュ、出演はクラーク・ゲーブル、ジェーン・ラッセル、ロバート・ライアンなど。

## キャスト
| 役名                 | 俳優                   | 日本語吹替  | 日本語吹替   |
| 役名                 | 俳優                   | NETテレビ版 | フジテレビ版 |
| -------------------- | ---------------------- | ----------- | ------------ |
| ベン・アリソン大佐   | クラーク・ゲーブル     | 納谷悟朗    | 納谷悟朗     |
| ネラ・ターナー       | ジェーン・ラッセル     | 渡辺知子    | 此島愛子     |
| ネイサン・スターク   | ロバート・ライアン     | 西田昭市    | 瑳川哲朗     |
| クリント・アリソン   | キャメロン・ミッチェル | 田中信夫    | 堀勝之祐     |
| ルイス               | ファン・ガルシア       | 渡部猛      |              |
| サム                 | ハリー・シャノン       |             |              |
| チカソー・チャーリー | エミール・メイヤー     |             |              |
| ノリス大佐           | スティーブ・ダレル     |             |              |

- NETテレビ版：初回放送 1968年8月4日『日曜洋画劇場』 ※テレビ放映題：『西部の暴れ者』
- フジテレビ版：初回放送 1977年2月18日『ゴールデン洋画劇場』

## 製作
撮影はメキシコのシエラ・デ・オルガノス国立公園で行われた。